# Took Her to the O
Took Her to the O è un singolo del rapper statunitense King Von, pubblicato il 21 febbraio 2020.

## Tracce
Testi di Dayvon Bennett, Darrel Jackson, musiche di Chopsquad DJ.
1. Took Her to the O – 3:14

## Classifiche
| Classifica (2020) | Posizione massima |
| ----------------- | ----------------- |
| Canada            | 56                |
| Stati Uniti       | 47                |